# Туфань (Констанца)
Туфань, Туфані (рум. Tufani) — село у повіті Констанца в Румунії. Входить до складу комуни Індепенденца.
Село розташоване на відстані 160 км на схід від Бухареста, 54 км на захід від Констанци.

## Населення
За даними перепису населення 2002 року у селі проживали 398 осіб, усі — румуни. Усі жителі села рідною мовою назвали румунську.